# (10515) Old Joe
(10515) Old Joe (1989 UB3) – planetoida z pasa głównego asteroid okrążająca Słońce w ciągu 4,12 lat w średniej odległości 2,57 j.a. Odkryta 31 października 1989 roku.